# Uodalfrid
Uodalfrid († 1. Januar 933) war Kanzler des Ostfrankenreiches und ab 912 Bischof des Bistums Eichstätt.

Bischof Uodalfrid im Pontifikale Gundekarianum

Uodalfrid entstammte einem edelfreien Geschlecht, das in Westbayern begütert war: Er besaß nicht unerhebliches Eigengut in Sinzing an der Donaueinmündung der Laaber, das er in einer undatierten, wohl späten Schenkungsurkunde größtenteils der Eichstätter Kirche, einem (nicht mehr feststellbaren) Eichstätter Spital (dieses erhielt den Sinziger Schiffszoll), den Stiften Heidenheim, Herrieden und Ilmmünster sowie der Kirche von Freising vermachte.
Erstmals ist Uodalfrid 908 als Kanzler und Notar von König Ludwig dem Kind nachweisbar. Auch dessen Nachfolger, König Konrad I., übernahm ihn – Ausweis des hohen Vertrauens, das er am Königshof genoss. Zusammen mit dem Mainzer Bischof Hatto war er für die Leitung der Hofkanzlei vorgesehen; aber der König änderte seinen Plan und bestimmte ihn zum Nachfolger des Eichstätter Bischofs Erchanbald. Als Kanzler ist er zuletzt am 23. August 912 nachzuweisen.
Während Uodalfrids Regierungszeit in Eichstätt erhielt der westfränkische Herrscher Karl der Einfältige 916 Reliquien der hl. Walburga für seine Walburga-Kirche in der Königspfalz Attigny. Die Heilige stieg dadurch zur Schutzheiligen des gesamtfränkischen Reiches gegen die Normannengefahr auf.
Im Streit zwischen König Konrad I. und dem bayerischen Herzog Arnulf dem Bösen, der im Rahmen seiner Königspläne eine weitgehende Unabhängigkeit vom Reich erstrebte, stand Uodalfrid auf Seiten des Königs. Auch unterstützte der Klerus auf der Synode von Hohenaltheim im Ries 916 entschieden den König, der sich schließlich nach vergeblichen Verhandlungen 918 mit Gewalt gegen Arnulf durchzusetzen versuchte, aber am 23. Dezember 918 an seinen Verletzungen starb. Zuvor, am 29. September 918, hatte Konrad I. das von seinem Vorgänger an Bischof Erchanbald verliehe Markt-, Münz-, Zoll- und Befestigungsrecht für das Eichstätter Gebiet bestätigt. Mit derselben Urkunde verlieh er Bischof Uodalfrid wiederum Jagd- und Forstrechte zwischen Altmühl und Schutter.
Als Konrads Nachfolger, König Heinrich I., den politischen Kurs änderte und Arnulf ab 921 eine königsähnliche Stellung einschließlich der Hoheit über kirchliche Belange zugestand, musste auch Uodalfrid, da der Ostteil seines Bistums im bairischen Nordgau lag, auf Versöhnung mit dem Bayernherzog hinwirken. So nahm er im Januar 932 an der bairischen Synode in Regensburg teil. Im Juli 932 schickte er Abgesandte zur Synode zu Dingolfing, da er aus gesundheitlichen Gründen nicht selbst teilnehmen konnte. Er verstarb am 1. Januar 933. Im Pontifikale Gundekarianum ist fälschlich vermerkt, dass er 31 Jahre („XXXI“) den Eichstätter Bischofsstuhl innehatte. Er ist dort auf Blatt 17 in einer Miniaturmalerei abgebildet.